# Girolamo Marciano
Girolamo (o Geronimo) Marciano (Leverano, 28 ottobre 1571 – Leverano, 13 maggio 1628) è stato un medico e letterato italiano.

## Biografia
Nato a Leverano, presso Lecce, da Merante (o Merate) e Natalizia Fapane, studiò medicina nell'Almo Collegio Salernitano dove ottenne la laurea il 10 luglio 1592 (nota di Giuseppe Tesauro Falivene). Fu allievo di Metello Grillo e il suo promotore fu Cesare della Calce, fu inoltre collega e amico del grande matematico e astronomo Giovanni Camillo Glorioso. Successivamente tornò nel suo paese dove si stabilì esercitando la professione medica. Si sposò con Porzia Grande e divenne sindaco di Leverano nel 1627. Morì a Leverano, dove fu sepolto nella cappella di famiglia nella Chiesa Matrice.

## Opere
Scrisse una dissertazione enciclopedica intitolata Descrizione, origine e successi della provincia di Otranto, in cui riversò le proprie conoscenze umanistiche e scientifiche. La Descrizione, edita in quattro libri, fu pubblicata solo nel 1855 a Napoli. Tale riscoperta e rivalutazione del manoscritto fu dovuta a D. Capasso e F.P. Del Re.  Nell'opera sono riconoscibili elementi innovativi per la corografia umanistica: l'uso dell'epigrafia, dell'archeologia, dell'antiquaria e dell'etnologia nell'approccio alla storia e alla geografia; l'esame personale etico e didascalico dei luoghi e lo sviluppo della topografia. Il primo dei quattro libri tratta le intenzioni dell'autore; il secondo alterna informazioni di carattere corografico ad altre divagazioni su natura e costume; il terzo passa in rassegna i centri marittimi e costieri del Salento; mentre il quarto libro descrive le città dell'entroterra. Venivano anche trattati i culti locali, le controversie relative ai patronati e gli usi e i costumi della popolazione.
La Descrizione rappresentò il principale supporto per una folta schiera di viaggiatori e studiosi sette-ottocenteschi come Giovan Battista Pacichelli, Ferdinand Gregorovius, Sigismondo Castromediano e Cosimo De Giorgi.
Codici della Descrizione si conservano presso le Biblioteche nazionali di Bari e Napoli, quelle provinciali di Avellino e Lecce, quelle comunali di Manduria e Taranto e quella pubblica arcivescovile di Brindisi.